# (466467) 2013 TO128
(466467) 2013 TO128 es un asteroide perteneciente al cinturón de asteroides, descubierto el 30 de abril de 2005 por el equipo Spacewatch desde el Observatorio Nacional de Kitt Peak (Arizona, Estados Unidos).